# Hölloch
Il  Hölloch è una grotta svizzera situata nel comune di Muotathal (Distretto di Svitto, Canton Svitto), entro il fiume Muota ed il passo del Pragel. 
Nel 2013 la sua lunghezza conosciuta era di 200,4 chilometri e la profondità totale di 939 metri. Queste cifre la fanno la decima più lunga cavità sotterranea naturale del mondo e la seconda in Europa.

## Nome
Il nome appare come buco dell'inferno in tedesco. In realtà, la parola häl del dialetto svizzero tedesco significa scivoloso, dunque la traduzione adeguata sarebbe buco scivoloso.

## Storia
La grotta è stata scoperta nel 1875 dall'agricoltore Alois Ulrich. La maggior parte delle esplorazioni della grotta sono state fatte da Alfred Bögli (1912-1998), un geologo svizzero specialista della geomorfologia carsica. 
La lunghezza delle gallerie esplorate è passata da 25 km nel 1952 a 100 km nel 1968, fatto che l'ha resa la prima grotta al mondo a sorpassare i 100 km di gallerie esplorate. Fino al 1970, quando è stato detronizzato dal sistema di Mammoth Cave negli Stati Uniti d'America (e poi anche da otto altre cavità), il Hölloch deteneva il record della grotta più lunga del mondo.